# ТЭЦ Ачинского глинозёмного комбината
ТЭЦ АГК — теплоэлектроцентраль, расположенная в городе Ачинске Красноярского края. Входит в состав Ачинского глинозёмного комбината компании «РУСАЛ».
ТЭЦ АГК отпускает тепловую и электрическую энергию для производственных цехов Ачинского глинозёмного комбината, тепловую энергию — для нужд отопления и горячего водоснабжения города Ачинска.

## История
Проектное задание на строительство ТЭЦ Ачинского глинозёмного комбината (АГК) начали разрабатывать в 1956 году, через год после вышедшего постановления ЦК КПСС и Совета Министров СССР о создании глинозёмного производства в Ачинске.
После череды согласований и утверждений, в феврале 1961 года на месте клубнично-земляничных порослей появился первый вагончик вновь образованного участка строительного управления Красноярской ТЭЦ треста «Сибэнергострой». А 25 марта заказчик уже сдал строителям «разбивку площадки для земляных работ под котлован главного корпуса ТЭЦ». Начались строительно-монтажные работы. К началу 1965 года уже велась подготовка к сдаче первой очереди топливоподачи, а 10 апреля этого же года произошла первая подача угля на готовящееся к пуску цементное производство.
В конце 1966 года в постоянную эксплуатацию была принята пиковая котельная. Пока в составе двух котлов. Но и с их вводом в эксплуатацию была снята острота проблемы отопления строящихся мощностей комбината и жилого массива второго микрорайона. Отпала надобность в нескольких мелких котельных.
3 сентября 1967 года начались мероприятия по пуску, комплексному опробованию, работе под нагрузкой и сдаче в эксплуатацию основного и вспомогательного оборудования первого блока. И 13 ноября 1967 года теплоэлектроцентраль Ачинского глинозёмного комбината вступила в строй действующих.
Возведение первой очереди ТЭЦ завершилось в 1970 году.

## Современное состояние
Для теплоснабжения города Ачинска и промплощадки Ачинского глиноземного комбината (ОАО «РУСАЛ Ачинск»), ТЭЦ используется 5 котлов типа БКЗ-320-140ПТ2 (1 очередь) и 3 котла типа БКЗ-320-140ПТ5 (2 очередь). Станция построена по схеме с поперечными связями, с возможностью секционирования с выделением в блоки по два котла. Котлы имеют общий паропровод, общие магистрали по основному конденсату и питательной воде.
Шесть турбоагрегатов (2 х Т-50-130, 2 х Р-50-130, 2 х ПТ-60-130) выдают общую электрическую мощность 320 МВт, которая целиком потребляется промплощадкой АГК.
Для покрытия пиковых тепловых нагрузок в отопительный период установлено четыре водогрейных котла ПТВМ-50 и три — ПТВМ-100. Котлы первой очереди (ПТВМ-50) в настоящее время выведены из эксплуатации и законсервированы, котлы второй очереди используются для покрытия пика отопительной нагрузки города Ачинска.
Основной вид топлива ТЭЦ — бурый уголь марки 2БР. Годовое потребление составляет около 2 млн тонн.
Эксплуатация городских тепловых сетей осуществляется ООО «Теплосеть».
Тепломагистрали № 1, № 2 на границах обслуживания ООО «Теплосеть» и ОАО «РУСАЛ Ачинск» оборудованы узлами учёта тепловой энергии и теплоносителя.
Потребителями тепловой энергии в системе теплоснабжения являются здания жилого, административного, общественного и производственного назначения.

## Модернизация
В 2014 году в рамках проекта по реконструкции шламохранилища АГК, теплоэлектроцентраль будет переведена на замкнутый водооборот. Охлаждение части турбоагрегатов, ранее осуществлявшееся с помощью пруда-охладителя, теперь будет выполнять новая градирня вентиляторного типа. Стоимость строительства составила более 700 млн рублей. До этого были реконструированы 2 имеющиеся башенные градирни.
В августе 2014 года возобновлен проект по увеличению мощности ТЭЦ. Инвестиции в него составят более 1,7 млрд рублей.
Проект предусматривает расширение корпуса турбинного отделения ТЭЦ с установкой турбогенератора № 7. Новая силовая установка мощностью 90 МВт будет дополнительно вырабатывать 212,5 тыс. кВт/ч электроэнергии в год и позволит за счет отбора тепла ежегодно экономить до 2,7 тыс. тонн мазута, сжигаемых в пиковых котлах.
Проект начался в 2006 году. В ходе первого этапа была возведена пристройка здания турбинного отделения, подготовлены площадки для трансформаторов распределительного устройства и эстакад технологических коммуникаций, построены новые подъездные железнодорожные пути. Но вскоре из-за мирового финансового кризиса, затронувшего и РУСАЛ, проект был временно приостановлен.
В августе РУСАЛом принято решение о возобновлении расширения ТЭЦ АГК. Ввод в эксплуатацию нового турбогенератора запланирован на 2016 год, его монтаж и дальнейшее обслуживание потребуют создания дополнительных рабочих мест. В результате комбинат полностью обеспечит себя электроэнергией, сократит затраты на дорогостоящий мазут и сможет выводить существующее оборудование в долгосрочный капитальный ремонт.